# 维莱欧旺
维莱欧旺（法語：Villers-aux-Vents，法語發音：[vilɛʁ o vɑ̃]）是法国默兹省的一个市镇，属于巴勒迪克区。

## 地理
维莱欧旺（48°51'23"N, 5°0'58"E）面积6.14 平方千米，位于法国大東部大區默兹省，该省份为法国西北部内陆省份，北与比利时接壤，西接马恩省和阿登省，南至上马恩省和孚日省，东临默尔特-摩泽尔省。
与维莱欧旺接壤的市镇（或旧市镇、城区）包括：布拉邦勒鲁瓦、拉埃库尔、莱蒙、卢皮堡、努瓦耶-欧泽库尔。

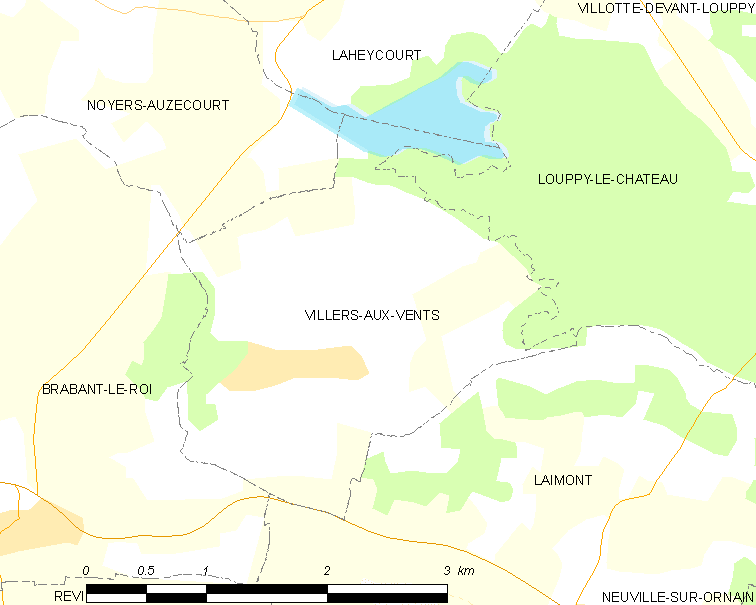
维莱欧旺的OSM定位图

维莱欧旺的时区为UTC+01:00、UTC+02:00（夏令时）。

## 行政
维莱欧旺的邮政编码为55800，INSEE市镇编码为55560。

## 政治
维莱欧旺所属的省级选区为奥尔南河畔勒维尼县。

## 人口

1962-2008年间维莱欧旺人口变化图示

维莱欧旺于2022年1月1日时的人口数量为127人。